# Абай (Толебійський район)
Аба́й (каз. Абай) — село у складі Толебійського району Туркестанської області Казахстану. Адміністративний центр Кемекалганського сільського округу.
Населення — 1282 особи (2021; 1529 у 2009, 570 у 1999, 487 у 1989).